# Ophiopogon micranthus
Ophiopogon micranthus är en sparrisväxtart som beskrevs av Joseph Dalton Hooker. Ophiopogon micranthus ingår i släktet Ophiopogon och familjen sparrisväxter.
Artens utbredningsområde är Assam (Indien). Inga underarter finns listade i Catalogue of Life.